# Zamostowo
Zamostowo (niem. Samst) – przysiółek wsi Gorzyca w Polsce, położony w województwie lubuskim, w powiecie międzyrzeckim, w gminie Międzyrzecz, na wąskim przesmyku pomiędzy jeziorami Długim i Kursko. Wchodzi w skład sołectwa Gorzyca.
W latach 1975–1998 przysiółek administracyjnie należał do województwa gorzowskiego.
Przysiółek, jako wieś, położony był w 1580 roku w powiecie poznańskim województwa poznańskiego.